# St. Peter (Huisberden)

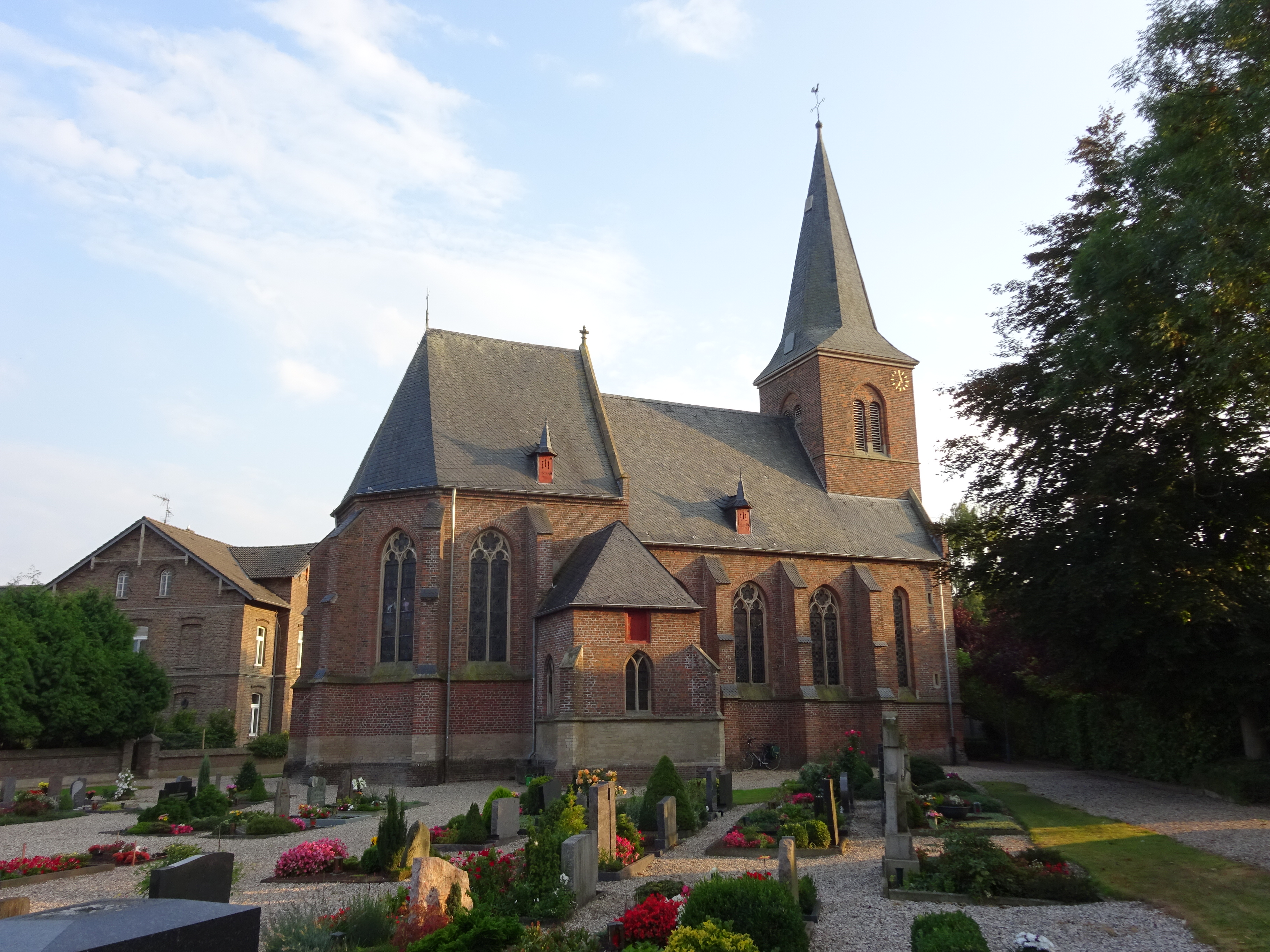
St. Peter (Huisberden)

Die römisch-katholische Pfarrkirche St. Peter ist eine gotische Backsteinkirche im Ortsteil Huisberden von Bedburg-Hau im Kreis Kleve in Nordrhein-Westfalen. Sie gehört zur Kirchengemeinde St. Johannes in Bedburg-Hau im Dekanat Kleve des Bistums Münster.

## Geschichte und Architektur

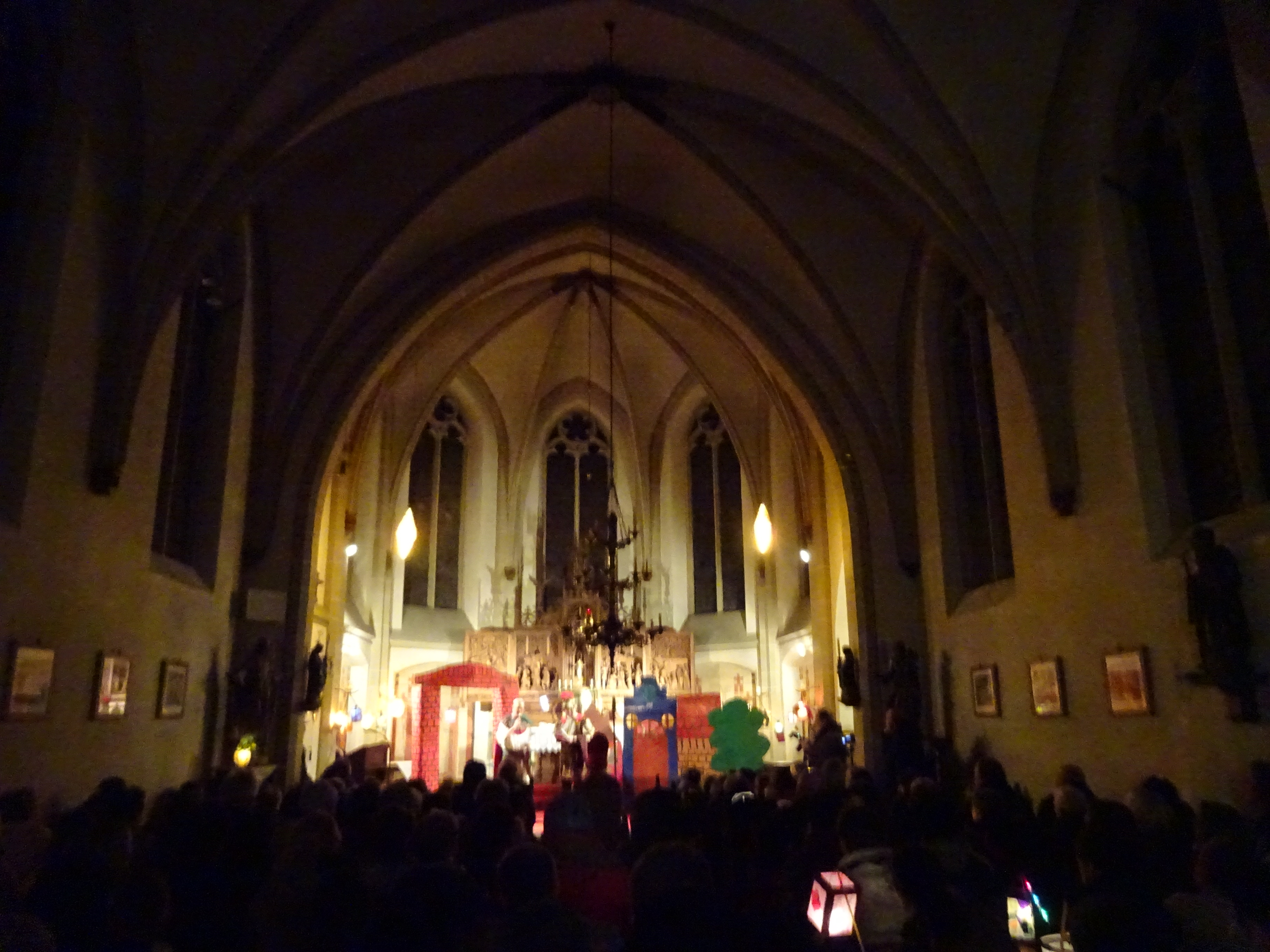
Innenansicht

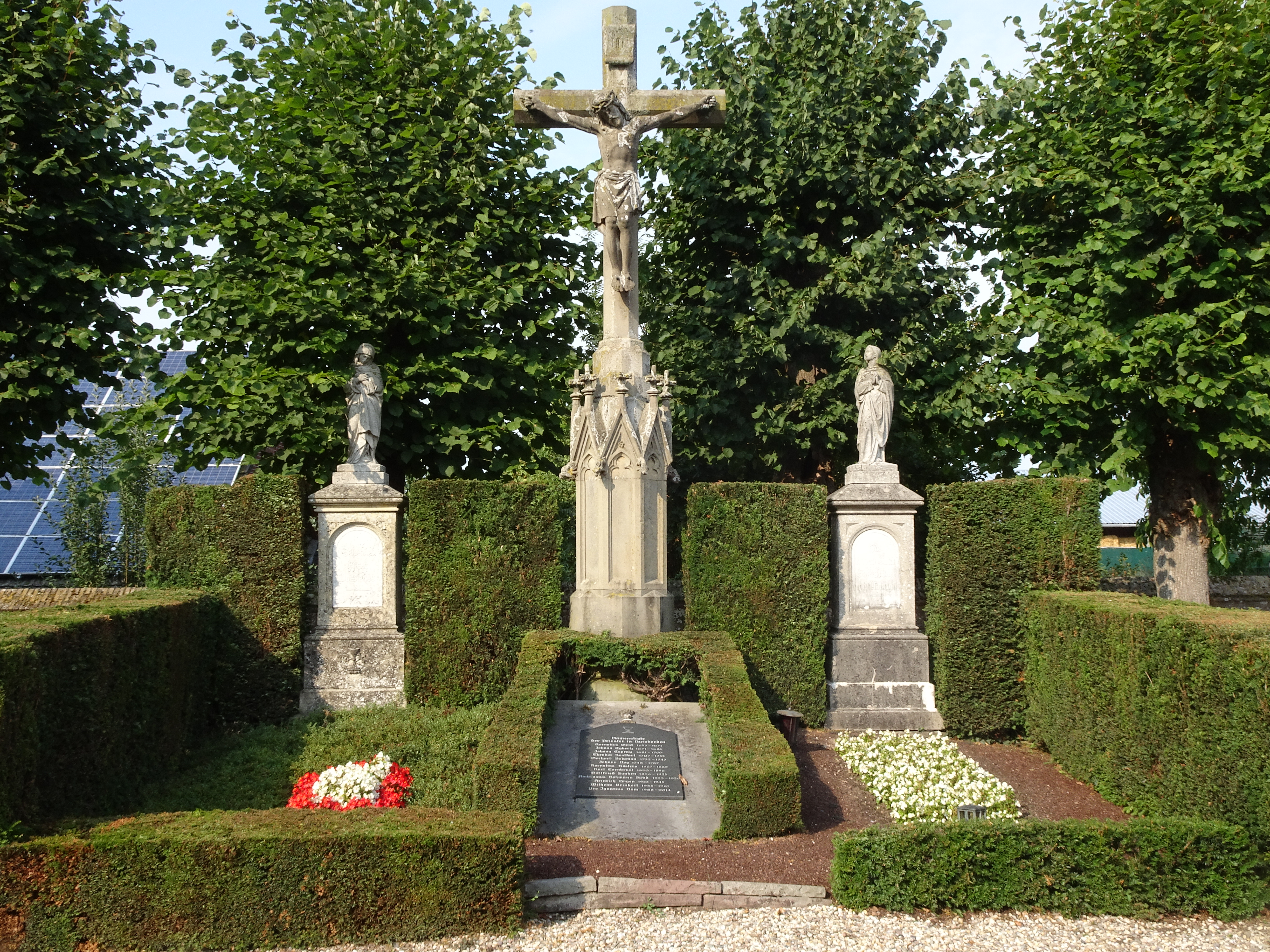
Kreuzigungsgruppe auf dem Friedhof

Die 1290 erstmals erwähnte Kirche war ursprünglich Eigenkirche der Abtei Corbie an der Somme und dient seit 1307 als Pfarrkirche. Das bestehende Bauwerk ist ein einschiffiger, kreuzrippengewölbter Backsteinbau vom Ende des 14. Jahrhunderts mit eingebautem, in der Westfassade nach Art eines Risalits vorspringendem Turm und dem zu Anfang des 15. Jahrhunderts angebauten, gegenüber dem Schiff etwas erhöhten Chor aus einem Joch mit Fünfachtelschluss. Eine umfangreiche Restaurierung erfolgte im 19. Jahrhundert. Der Chor ist auf der Nordseite flankiert von der gotischen Sakristei und auf der Südseite von dem 1902 angebauten Nebenchor.

## Ausstattung
Auf dem Hochaltar steht ein hölzernes, dunkel gebeiztes Altarkreuz vom Anfang des 16. Jahrhunderts auf einem Schollengrund mit Totenkopf. Zu Füßen des Gekreuzigten ist eine neugotische Figur der Maria Magdalena angeordnet.
Der mit einer neugotischen Mensa und einem barocken Aufsatz von 1695 versehene Altar im südlichen Nebenchor zeigt ein Leinwandgemälde der Himmelfahrt Mariä nach Rubens. Der neugotische Schnitzaltar besteht aus Tisch, Predella, Tabernakel und einem geschnitzten Schrein.
Der achteckige Taufstein aus Sandstein vom Ende des 15. Jahrhunderts ist verwandt mit den Taufsteinen in Ginderich und Dornick. Er ist mit Maßwerk und vier rustikalen Reliefs mit der Erschaffung Evas, der Beschneidung Christi, der Taufe Christi und der Kreuzigung versehen.
Die Kanzel von 1653 zeigt die Schmuckformen der Spätrenaissance. An der Nordwand des Chores ist eine hölzerne, lebensgroße, dunkel gebeizte Kreuzigungsgruppe aus dem Jahr 1510 auf Schollengrund mit dem Skelett Adams angebracht. 
Eine hölzerne Figurengruppe der Unterweisung Mariens besteht aus einer thronenden heiligen Anna aus dem 16. Jahrhundert und aus einer kleinen heiligen Jungfrau. Sie wurde in Köln um 1330/1340 geschaffen und erhielt später eine neue Fassung. Eine ebenfalls neugefasste Holzfigur des Heiligen Antonius entstand um 1510/1520. Ein Paar Leuchterengel stammt vom Beginn des 16. Jahrhunderts.
Die älteste der drei Glocken der Kirche trägt die Inschrift: „Maria heischen ich, to der ehren Gottes leuden ich. Johann und Franz von Trier, Vater und Sohn gossen mich Anno 1613.“